# 그레베나현
그레베나현은 그리스의 현으로, 중심 도시는 그레베나 시이다. 그레베나 현의 상당수 지역은 산지로 이루어져 있다. 2001년 그리스 인구 조사에 따르면, 그레베나 현은 그리스에서 인구 밀도가 가장 낮고 (레프카다 현과 에브리타니아 현 다음으로) 3번째로 인구가 적은 현이라고 한다. 이 현은 1967년에 당시 코자니를 중심도시로 삼던 옛 그레베나-코자니 현에서 떨어져 나와 설치되었다. 그레베나 현은 서쪽으로 이오아니나현(이피로스)와, 북서쪽으로는 카스토리아 현과, 북쪽과 동쪽으로는 코자니 현과, 남동쪽으로는 라리사 현과, 남쪽으로는 트리칼라 현과 접경하고 있다. 현 서부에는 리기오 산이 있으며, 남서쪽에는 하시아 산, 북동쪽에는 부리노스 산이 있다. 가장 긴 강은 알리아크모나스 강으로, 그레베나 현의 동부, 중부, 북부 지역으로 흐른다. 이 지역의 경제는 농업에 의존하며, 주로 밀과 콩류 작물(주로 병아리콩)을 재배한다. 염소나 양 등 목축업도 많이 이루어진다. 유기농법이나 낮은 투입 재배로 농업 산출의 비중이 높아지고 있다. 그외 그레베나 현의 주요 수입원으로는 환경 관광, 임업과 더불어 겨울철에 인기가 많은 바실리차의 스키 리조트가 있다.